# وازگن ماتیان‌زاده
وازگن ماتیان‌زاده بازیکن پیشین فوتبال ایرانی است.

## دوران ورزشی
وازگن بیشتر سال‌های فوتبال خود را در تیم‌های شهر آبادان سپری کرد و سابقه یک بازی رسمی برای تیم ملی فوتبال ایران را دارد.